# Dżajawarman VI
Dżajawarman VI (ur. ?, zm. 1107) – władca imperium khmerskiego w latach 1080–1107.

## Życiorys
Doszedł do władzy jako uzurpator dzięki buntowi przeciw poprzedniemu władcy Harszawarmanowi III. W pierwszych latach panowania walczył z opozycją popierającą poprzedniego władcę. Założył nową dynastię, której ostatnim władcą był dopiero Dżajawarman IX (utracił władzę w 1336 roku).
Po jego śmierci w 1107 roku tron przejął jego brat Dharanindrawarman I, który utracił władzę na rzecz Surjawarmana II w 1113 roku.